# Salfit
Salfit, ook wel Sulfit, is de hoofdstad van het Palestijnse gouvernement met dezelfde naam, gelegen op de Westelijke Jordaanoever in Palestina. Salfit ligt halverwege tussen Nablus en Ramallah. De stad valt onder het bestuur van Palestijnse Autoriteit en had in 2012 ongeveer 10.000 inwoners.

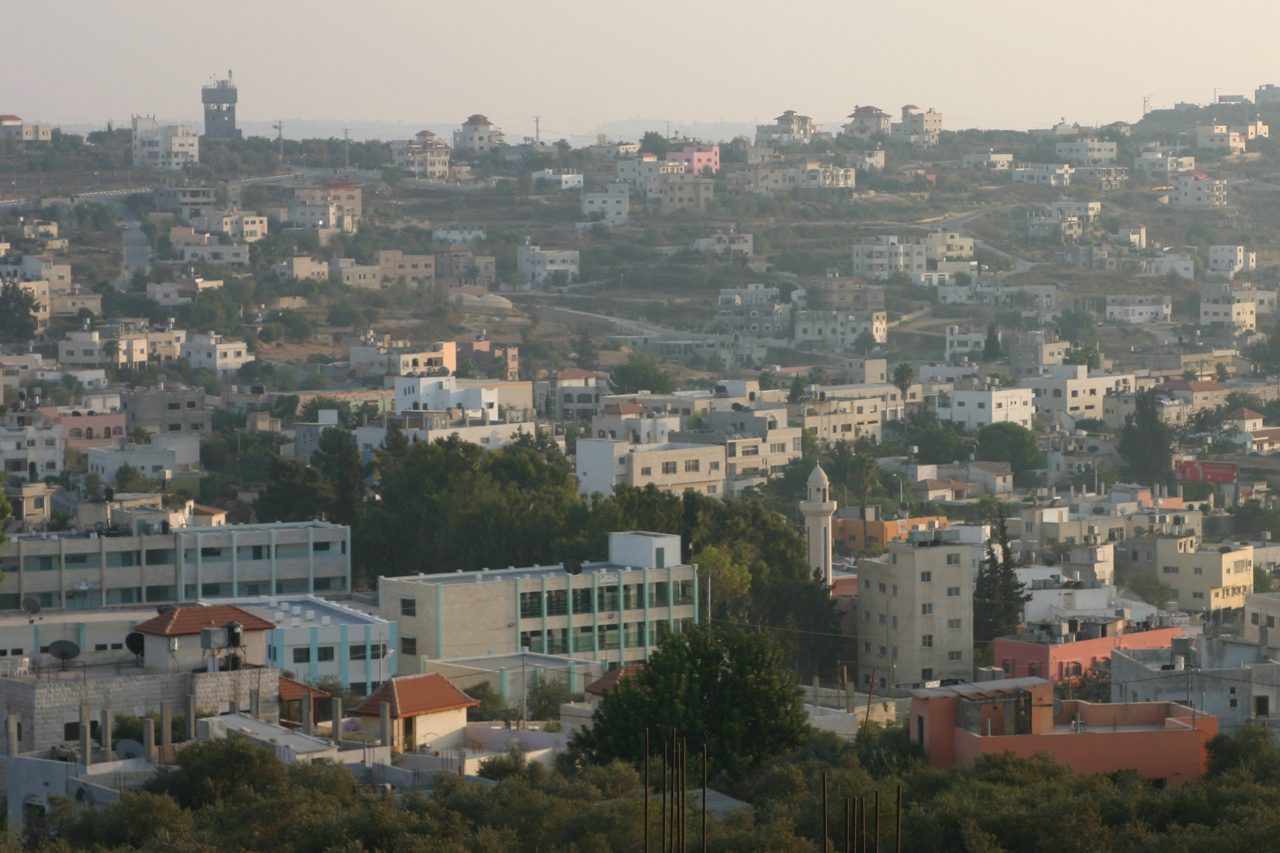
Gezicht op Salfit, 2010

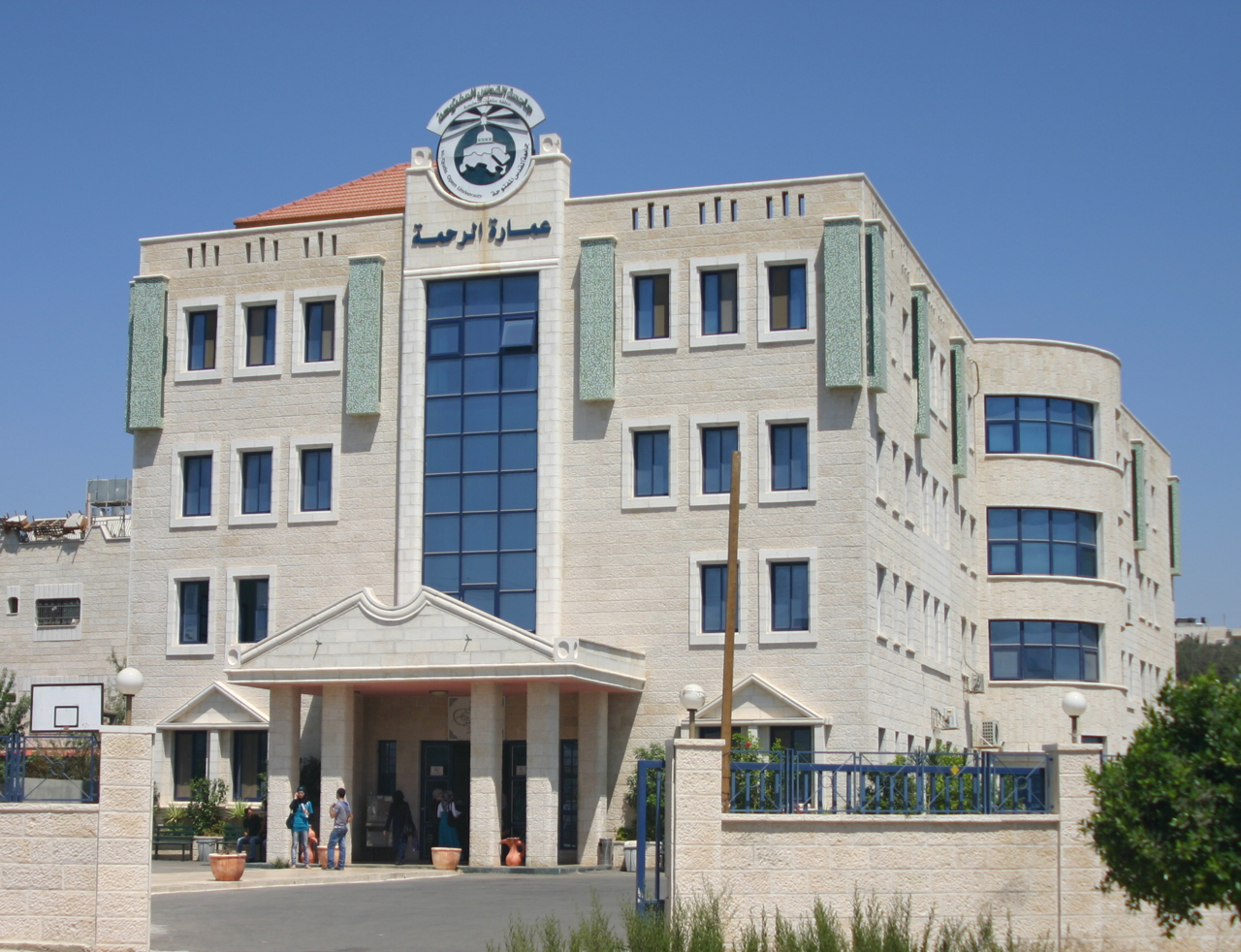
De al-Quds Open Universiteit campus in Salfit, 2010

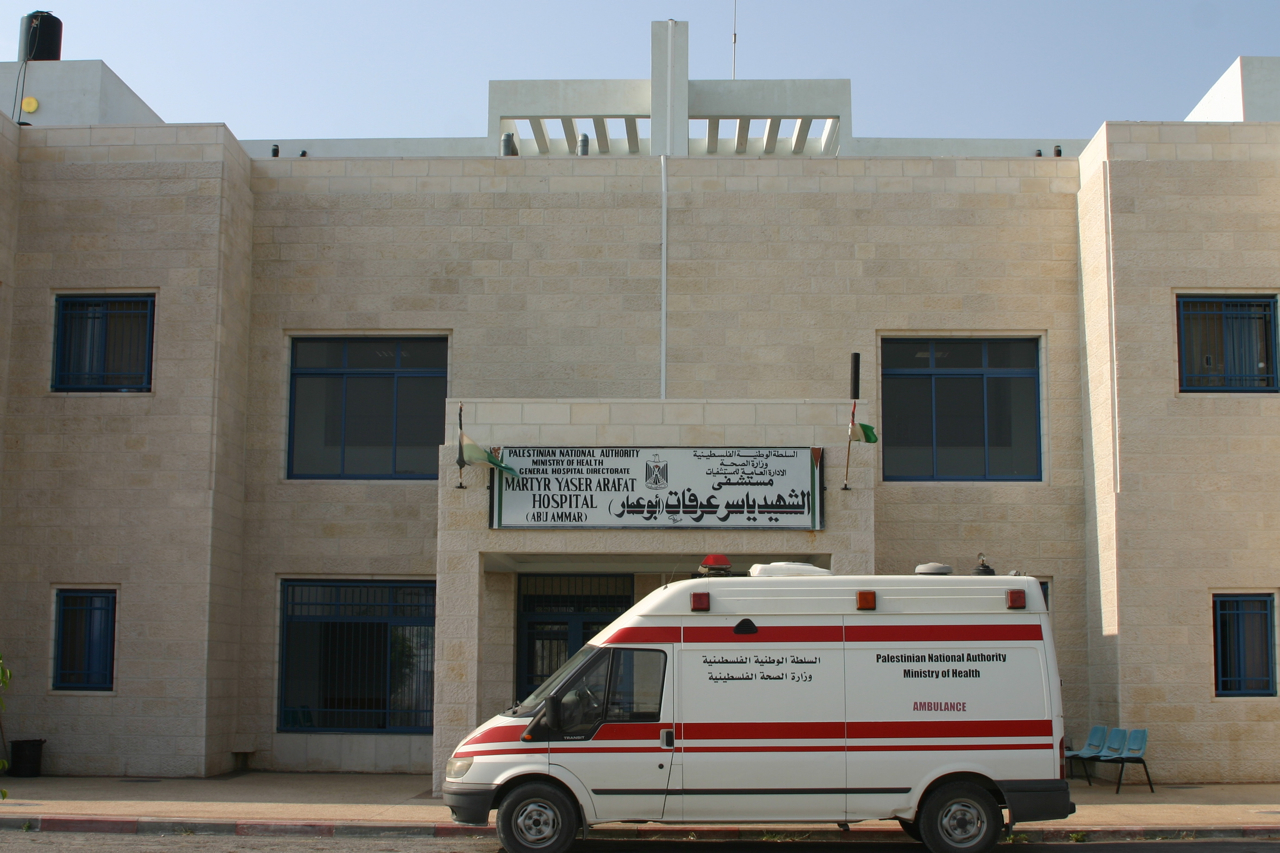
Het ziekenhuis te Salfit, 2010

Salfit ligt op een hoogte van 570 meter. Landbouw is de belangrijkste bron van inkomsten, in het bijzonder olijven, maar ook druiven, amandelen en appels. (Het woord 'sal' betekent 'doos/kist' en 'fit' betekent 'druiven'). het Gouvernement Salfit is de grootste olijfolieproducent in de Palestijnse gebieden, goed voor jaarlijks 1500 ton. Men denkt dat de stad is ontstaan niet lang na de komst van de Kruisvaarders. In Salfit bevindt zich de Al-Quds Open University voor hoger onderwijs voor Palestijnen in de regio. Sinds 2006 heeft de stad ook een eigen ziekenhuis. Daarvóór was men aangewezen op ziekenhuizen in Nablus, Tulkarem en Ramallah, op een afstand van meer dan een uur rijden.

## Geschiedenis
In 1596 komt Salfit al voor in de Ottomaanse belastingregisters onder de naam Salfit-al-Basal. Het wordt beschreven als een uitgestrekt, hooggelegen dorp, te midden van olijfgaarden en een waterplas naar het oosten en twee bronnen ten westen van de stad
Tegen het einde van het Ottomaanse Rijk, rond 1916, was Salfit, evenals Nablus, een van de grootste dorpen en diende als economisch centrum van de omliggende dorpen. In 1955 kreeg Salfit een gemeentelijke status. Tijdens de Zesdaagse Oorlog in juni 1967 werd de Westelijke Jordaanoever door Israël bezet.

### Israëlische nederzettingen en hun impact
In 1978 bouwde Israël ten noorden van Salfit de Israëlische nederzetting Ariël op geconfisqueerd land van Salfit. (De bouw van nederzettingen in bezet gebied wordt door de internationale gemeenschap als illegaal beschouwd, Resolutie 181 Algemene Vergadering Verenigde Naties). En volgens Artikel 49 van de Vierde Geneefse Conventie van 1949 mag een bezettingsmacht delen van zijn eigen bevolking niet deporteren of overbrengen in door hem bezet gebied.
In 1987 begon een Palestijnse opstand, Intifada en weigerden de arbeiders uit Salfit om hun werk in Israël te hervatten. Ze legden zich weer toe op de landbouw op hun reeds deels geïsoleerde stukken
grond. Met de producten werd de Palestijnse stad Nablus bevoorraad. Daar was door Israël een avondklok ingesteld. En, als reactie op deze nieuwe landbouwinitiatieven werd in 1989 door Israël de watervoorziening van de stad gehalveerd.
Door de bouw van de Israëlische Westoeverbarrière en door middel van zogenoemde bypassroads heeft Israël Ariël meerdere kleinere nederzettingen met Israël en met elkaar verbonden. Sindsdien breidt deze nederzetting zich steeds verder uit door middel van annexatie van Palestijns grondgebied. Hierdoor is een wig gedreven in het gebied ten noorden van Salfit waardoor zeven Palestijnse dorpen, met ongeveer 25.000 inwoners, zijn afgesneden van de steden en districtscentra Nablus en Ramallah waar ze voor allerlei voorzieningen op aangewezen zijn. Doordat uitbreiding daardoor niet mogelijk is, is ook de economische ontwikkeling van Salfit belemmerd. De vredesbesprekingen tussen Israël en de Palestijnse Autoriteit omtrent het nederzettingenbeleid werden gefrustreerd door doorgaan van de uitbreiding van Ariël.
Afvalwater vanuit Ariël heeft de flora en fauna tussen Salfit en Ariël verwoest.
Kolonisten uit de nederzettingen vernielen, evenals bij andere Palestijnse dorpen regelmatig de olijfbomen, van de opbrengst waarvan de Palestijnse boeren in hun levensonderhoud moeten voorzien. Dergelijk vandalisme wordt als price tag aangeduid.
Tijdens de oorlog Israël-Gaza-oorlog in juli 2024 blokkeerde de burgemeester van Ariel in een week drie keer de toegangsweg tot Salfit, en beweerde dat het voor de veiligheid van de kolonisten was.